# Jake Varner
Jacob Stephen Varner (* 24. března 1986 Bakersfield) je bývalý americký zápasník–volnostylař, olympijský vítěz z roku 2012.

## Sportovní kariéra
Pochází ze zápasnické rodiny a zápasení se věnoval od útlého dětství v rodném Bakersfieldu. Jeho otec Steve byl učitelem tělesné výchovy na střední škole Bakersfield High, kde nastoupil jako student a zápasil za školní tým. Střední školu dokončil se zápasovou bilancí 159 vítězství a 10 porážek. V roce 2003 se jeli se školou podívat na mistrovství světa v zápasu ve volném stylu do New Yorku, kde si ho svým výkonem získal americký reprezentant a pozdější olympijský vítěz Cael Sanderson. Po jeho vzoru vstoupil v Ames na Iowa State University, kde zápasil za univerzitní tým Cyclones pod vedením Tim Hartunga a později Kevina Jacksona. Univerzitu dokončil v roce 2010 se zápasovou bilancí 121 vítězství a 10 porážek.
Olympijskému volnému stylu se věnoval pod vedením Caela Sandersona v Nittany Lion Wrestling Club v pensylvánském State College od roku 2006. V roce 2008 skončil třetí v americké olympijské kvalifikaci ve váze do 96 kg a tím prohrál nominaci na olympijské hry v Pekingu. V roce 2011 se třetím místem na mistrovství světa v Istanbulu kvalifikoval na olympijské hry v Londýně a nominaci potvrdil na americké olympijské kvalifikaci v roce 2012. V Londýně vyhrál v úvodním kole s reprezentantem Uzbekistánu Kurbanem Kurbanovem těsně ve třech setech v poměru 2:1 a později v semifinále zvládl otočit poměr setů na 2:1 s Gruzínem Giorgim Gogšelidzem. Ve finále nastoupil proti Ukrajinci Valeriji Andrijcevovi. V úvodním setu mu vyšel poraz s útokem na nohu a první set vyhrál 1:0 na technické body. Ve druhém setu se po chybě soupeře dostal opět do vedení 1:0 a bodový náskok udržel do konce hrací doby. Výhrou 2:0 na sety získal zlatou olympijskou medaili.
Sportovní kariéru ukončil v roce 2016 po prohře na dubnové americké olympijské kvalifikaci s Kylem Snyderem.

## Výsledky
| Turnaj                  | 2009 | 2010 | 2011 | 2012 | 2013 | 2014 |
| Turnaj                  | 23   | 24   | 25   | 26   | 27   | 28   |
| Turnaj                  | −96  | −96  | −96  | −96  | −96  | −97  |
| ----------------------- | ---- | ---- | ---- | ---- | ---- | ---- |
| Olympijské hry          |      |      |      | 1.   |      |      |
| Mistrovství světa       | úč.  | —    | 3.   |      | —    | úč.  |
| Panamerické hry         |      |      | 1.   |      |      |      |
| Panamerické mistrovství | —    | —    | —    | —    | —    | —    |